# Винтон
Винтон (англ. Winton; ранее — Merced Colony No. 1, Merced Colony No. 2, Windfield) — статистически обособленная местность в округе Мерсед штата Калифорния, США. Расположена в 4 километрах от Атвотера, высота — 54 м. Согласно переписи 2010 года, в местности жило 10 613 человек (в 2000 году было 8832).
В местности находится Wagon Wheel Bar, который долгое время был местом сбора Ангелов Ада. В 1970-е Винтон упоминался как самое криминальное место среди городов своих размеров в The Tonight Show Starring Johnny Carson.
Местный участок полиции был открыт в 1912 году, а имя местности дано в честь исследователя этих территорий, J.E. Winton.